# 엘리자벳과 나
엘리자벳과 나(SISI & I)는 독일,스위스,오스트리아에서 제작된 프라우케 핀스터발더 감독의 2023년 드라마 영화이다. 산드라 휠러 등이 출연하였다.

## 출연
- 주자네 볼프
- 잔드라 휠러
- 스테판 커트
- 요하나 보칼레크
- 앙겔라 빙클러
- 게오르크 프리드리히